# Kōji Yusa
Kōji Yusa (jap. 遊佐 浩二 Yusa Kōji; ur. 12 sierpnia 1968) – japoński seiyū i aktor dubbingowy pochodzący z prefektury Osaka.

## Wybrane role
- La storia della Arcana Famiglia (2012) jako Jolly
- Ao no Exorcist (2011) jako Renzō Shima
- Tiger & Bunny (2011) jako Yūri Petrov / Lunatic
- Amatsuki (2008) jako Kon Shinonome
- Koutetsu Sangokushi (2007) jako Shiyu Shoukatsukin
- Kureimoa (2007) jako Isley
- Goshuushou-sama Ninomiya-kun (2007) jako Tasuku Okushiro
- Majin Tantei Nōgami Neuro (2007) jako Eishi Sasazuka
- Night Head Genesis (2006) jako Kamiya Tsukasa
- Bleach (2004) jako Ichimaru Gin
- Sonic X (2003) jako Shadow the Hedgehog
- Narue no Sekai (2003) jako Shimada
- Papuwa (2003) jako Arashiyama
- Seihō tenshi Angel Links (1999) jako Nikola
- Kuroshitsuji jako Lau
- Ergo Proxy jako Vincent Law
- Hakuōki Shinsengumi Kitan jako Sanosuke Harada
- Starry Sky jako Iku Mizushima
- Umineko no Naku Koro ni jako Juza Amakusa
- Kamen Rider Den-O jako Urataros
- Maho Girls Pretty Cure! jako Batty
- Tokyo Revengers jako Ran Haitani